# حصار بينساكولا
حصار بينساكولا (بالإنجليزية: Siege of Pensacola)‏ في عام 1781، ذروة الغزو الإسباني لمقاطعة غرب فلوريدا البريطانية خلال حملة ساحل الخليج.

## وصلات خارجية
- Revolutionary War: Pensacola, Florida
- Revolutionary War: Siege of Pensacola
- Spain and Hispanic Americans in the American Revolutionary War نسخة محفوظة 2011-10-02 على موقع واي باك مشين.
- ">The battle and conquest of Pensacola